# FreeTTS
FreeTTS ist eine in Java geschriebene Programmbibliothek, die zur Sprachsynthese dient. Der Name kommt aus dem Englischen: 'Free' weist auf die Open-Source-Eigenschaft der Bibliothek hin; TTS ist das Akronym von Text-To-Speech, was im Englischen Sprachsynthese bedeutet.
FreeTTS ist eine der Implementierungen der Java Speech API. Es basiert auf Flite, einem Sprachsynthesesystem der Carnegie Mellon University, welches wiederum auf dem Sprachsynthesesystem Festival der University of Edinburgh und dem FestVox-Projekt der Carnegie Mellon University basiert.
Ein Teil des Codes von FreeTTS wurde in MaryTTS importiert, um dort Unterstützung für Englisch anzubieten.